# Ecuador ai Giochi olimpici
L'Ecuador ha partecipato per la prima volta ai Giochi olimpici nel 1924.
Gli atleti ecuadoriani hanno vinto cinque medaglie ai Giochi olimpici estivi, due nella marcia con Jefferson Pérez, una nel ciclismo con Richard Carapaz e due nel sollevamento pesi con Neisi Dajomes e Tamara Salazar.
Il Comitato Olimpico Ecuadoriano, creato nel 1948, venne riconosciuto dal CIO nel 1959.

## Medaglieri

### Medaglie alle Olimpiadi estive
| Giochi                 | Oro              | Argento          | Bronzo           | Totale           |
| ---------------------- | ---------------- | ---------------- | ---------------- | ---------------- |
| 1924 Parigi            | 0                | 0                | 0                | 0                |
| 1928 Amsterdam         | non partecipante | non partecipante | non partecipante | non partecipante |
| 1932 Los Angeles       | non partecipante | non partecipante | non partecipante | non partecipante |
| 1936 Berlino           | non partecipante | non partecipante | non partecipante | non partecipante |
| 1948 Londra            | non partecipante | non partecipante | non partecipante | non partecipante |
| 1952 Helsinki          | non partecipante | non partecipante | non partecipante | non partecipante |
| 1956 Melbourne         | non partecipante | non partecipante | non partecipante | non partecipante |
| 1960 Roma              | non partecipante | non partecipante | non partecipante | non partecipante |
| 1964 Tokyo             | non partecipante | non partecipante | non partecipante | non partecipante |
| 1968 Città del Messico | 0                | 0                | 0                | 0                |
| 1972 Monaco            | 0                | 0                | 0                | 0                |
| 1976 Montreal          | 0                | 0                | 0                | 0                |
| 1980 Mosca             | 0                | 0                | 0                | 0                |
| 1984 Los Angeles       | 0                | 0                | 0                | 0                |
| 1988 Seul              | 0                | 0                | 0                | 0                |
| 1992 Barcellona        | 0                | 0                | 0                | 0                |
| 1996 Atlanta           | 1                | 0                | 0                | 1                |
| 2000 Sydney            | 0                | 0                | 0                | 0                |
| 2004 Atene             | 0                | 0                | 0                | 0                |
| 2008 Pechino           | 0                | 1                | 0                | 1                |
| 2012 Londra            | 0                | 0                | 0                | 0                |
| 2016 Rio               | 0                | 0                | 0                | 0                |
| 2020 Tokyo             | 2                | 1                | 0                | 3                |
| 2024 Parigi            | 1                | 2                | 2                | 5                |
| Totale                 | 4                | 4                | 2                | 10               |

### Medaglie alle Olimpiadi invernali
| Giochi           | Oro | Argento | Bronzo | Totale |
| ---------------- | --- | ------- | ------ | ------ |
| 2018 PyeongChang | 0   | 0       | 0      | 0      |
| 2022 Pechino     | 0   | 0       | 0      | 0      |
| Totale           | 0   | 0       | 0      | 0      |